# صفرا (بعلبك)
الصفرا أو صفرا إحدى القرى اللبنانية من قرى قضاء بعلبك في محافظة بعلبك الهرمل.
فيها مزار دير مار نهرا.